# شهرستان فونینگ (یون‌نان)
شهرستان فونینگ (به انگلیسی: Funing County) یک شهرستان در چین است که در ولایت خودمختار ونشان ژوانگ و میائو واقع شده‌است. شهرستان فونینگ ۵٬۳۵۲ کیلومتر مربع مساحت و ۳۹۰٬۰۰۰ نفر جمعیت دارد.